# USS Gunnel (SS-253)
USS Gunnel (SS-253) – amerykański okręt podwodny typu Gato, pierwszego masowo produkowanego wojennego typu amerykańskich okrętów podwodnych.